# Vägkorsning

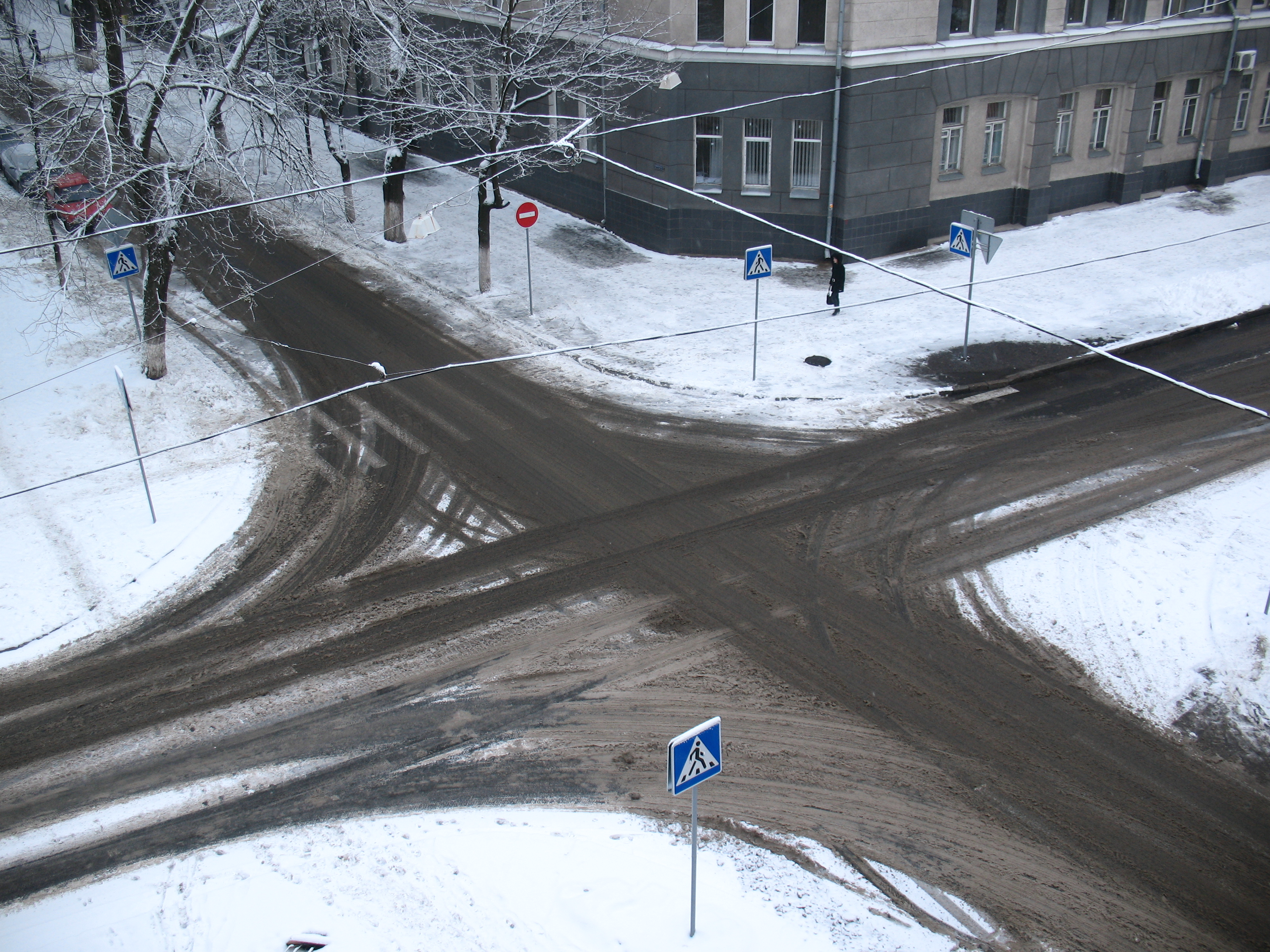
Vägkorsning i den ukrainska staden Charkiv.

Vägkorsning är när minst två olika vägar möter varandra och kopplas samman på ett eller annat sätt. Man skiljer på plankorsningar och planskilda korsningar.

## Plankorsning
I den vanligast förekommande korsningen möts de olika vägarna i samma plan. I en sådan, så kallad plankorsning, kan man i regel byta från den ena vägen till den andra. Trafik i plankorsningar styrs av väjningsregler. I Sverige gäller högerregeln, företräde för fordon kommande från höger, om inget annat anges med vägskylt eller trafiksignal.
För ställen där bara tre vägar utgår från en punkt i tre riktningar (istället för fyra) använder myndigheterna oftast begreppet trevägskorsning istället för "T-korsning" eller "vägförgrening" .

## Planskild korsning
För att undvika fördröjningar och olycksrisker som korsande trafikströmmar kan resultera i utförs korsningar ibland som planskilda korsningar. Vägarna möts då i olika plan och skiljs åt genom broar eller så kallade vägtunnlar. I dessa fall är det inte alls säkert att det går att byta från den ena vägen till de andra. En planskild korsning med anslutning mellan vägarna och där åtminstone den ena vägen är fri från korsande trafik utgör en trafikplats. På en motorväg måste alla korsningar vara planskilda; ofta passerar dessa små vägar utan att det finns möjlighet att ta sig från motorvägen till den mindre vägen, medan större korsningar till exempel med andra motorvägar, är utförda som motorvägskorsningar där båda de korsande vägarna saknar korsande trafikströmmar.